# 記憶 (テレビドラマ)
『記憶』（きおく）は、フジテレビNEXTライブ・プレミアムおよびJ:COMプレミアチャンネルにて2018年3月21日から6月6日まで毎週水曜日の22:00-22:50（JST）に同時放送された日本のテレビドラマ。全12話。主演は中井貴一。

## 概要
2016年に韓国で放送された連続ドラマ『記憶〜愛する人へ〜』をフジテレビとJ:COMの共同制作によって日本版としてリメイクした作品である。また原作と同じくパク・チャンホン監督が総監督を務める。
韓国オリジナル版『記憶〜愛する人へ〜』の主演だったイ・ソンミンが日本リメイク版『記憶』にカメオ出演することとなった。また同じく、韓国オリジナル版に新人弁護士役で出演した2PMのジュノも日本リメイク版にカメオ出演することとなり、日本のドラマに初出演を果たした。
2018年12月1日から開始される4K放送に対応して4Kで制作された。
ロケ地は、神奈川県横浜市で、みなとみらいなどが使われている。

## ストーリー
主人公の本庄英久は、勝つためなら手段を選ばない敏腕弁護士。しかし15年前、幼い息子をひき逃げ事故で亡くすという悲しい過去を持つ。その後、最初の妻とは離婚し、再婚した妻と新たな家族を持ったが、家庭を顧みずに仕事に専念する日々を送っていた。そんな中、親友の脳外科医から、若年性アルツハイマーと診断され衝撃を受ける。以来、仕事を続けながらも改めて家族と向き合い、未解決のまま葬られた息子のひき逃げ事件の真相解明に乗り出すが、思いもよらぬ真実が徐々に紐解かれていく…。忘れたい過去から逃れ、忘れてはいけない日々の仕事に忙殺される毎日を送っていた弁護士が徐々に記憶を失くしていく中、今まで成功だけが全てだと思っていた人生をもう一度振り返り、心が離れてしまっていた家族との関係を少しずつ修復していきながら、人生の本当に大切なものを見つけていく。

## キャスト

### 主要人物
本庄 英久
演 - 中井貴一
片桐法律事務所弁護士。親友の医師から若年性アルツハイマーと診断される。
本庄 遥香
演 - 優香
英久の妻。
二宮 正樹
演 - 泉澤祐希
片桐法律事務所新人弁護士。
足立 初花
演 - 今田美桜
片桐法律事務所事務員。
沢島 充
演 - モロ諸岡
脳外科医。英久の親友。
桜庭 智弘
演 - 川野直輝
桜庭記念病院外科医。孝行の弟。
小杉 正太郎
演 - 城築創
片桐法律事務所弁護士。
本庄 和也
演 - 宮澤秀羽
英久と遥香の息子。
本庄 ひなた
演 - 落井実結子
英久と遥香の娘。
本庄 亮介
演 - 正垣湊都
英久と佳奈子の息子。15年前に事故死。
桜庭 孝行
演 - 丸山智己
桜庭記念病院副院長。智弘の兄。
片桐 直人
演 - 三浦貴大
法科大学院生。啓介の息子。
桜庭 晃将
演 - 大鷹明良
桜庭記念病院院長。
門脇 健二
演 - 相島一之
記者。
奥寺 義則
演 - 山中崇
刑事。
三上 克彦
演 - 大西武志
刑事。
御厨 航平
演 - 水橋研二

本庄 省吾
演 - 久保晶
英久の父。
本庄 時枝
演 - 草村礼子
英久の母。
片桐 啓介
演 - 石丸謙二郎
片桐法律事務所所長。
篠原 佳奈子
演 - 松下由樹
法科大学院准教授。英久の前妻。

### ゲスト
※複数回登場人物には演者名横に登場回を追記
第1話
真山 修
演 - 小林隆（第2話）
井上 沙織
演 - 原田佳奈（第2話、第3話）
おでん屋店主
演 - 阿南健治（第4話）
おでん屋常連客
演 - イ・ソンミン（第4話）
第2話
御厨 匠
演 - 堀越俊哉（第3話 - 第6話）
渡辺 竜一
演 - 込江海翔（第3話 - 第5話）
佐々木 聡太
演 - 木村聖哉（第3話 - 第5話）
藤井 裕樹
演 - 三谷麟太郎（第3話 - 第5話）
第3話
池田 先生
演 - 岡山天音（第4話、第5話）
大野 千佳
演 - 高坂ちか
千佳の弁護士
演 - 今藤洋子
第4話
渡辺 総一郎
演 - 三浦誠己（第5話）
老主人
演 - 森山米次
老夫人
演 - ただのあっこ
第7話
坪倉 志津子
演 - 田島令子
坪倉 俊夫
演 - 山田明郷
クリーニング屋店主
演 - 今井隆文（第8話）
第8話
荒井 一馬
演 - 金井勇太（第9話、第10話）
片桐の手下
演 - 横井寛典（第11話、最終話）
第9話
桜庭 美緒
演 - 西原亜希
立原 陽子
演 - 黒坂真美（第10話）
第11話
酒井 幸人
演 - 菊池均也（最終話）
長谷川 駿也
演 - 清原翔（最終話）（幼少期：森島律斗（最終話））
裁判長
演 - 阿南敦子（最終話）
ピエロ店主
演 - 山口みよ子（最終話）
最終話
橋本 保
演 - 森下能幸
高木 耕造
演 - 原慎一
チョン・ジン
演 - ジュノ

## スタッフ
- 脚本：神森万里江
- 演出：平野眞、坂本栄隆、楢木野礼
- 総監督 : パク・チャンホン
- 音楽 : ナム・ヘスン
- 主題歌：森山直太朗「人間の森」[8]
- 医療監修 : 玉木香菜
- 弁護士監修 : 瀧澤渚
- 警察監修 : 石坂隆昌
- 医療指導 : 守屋俊介
- 技術協力 : バスク
- 制作管理 : エム・エンターテイメント
- 企画プロデュース : 田淵麻子
- プロデューサー：小林和紘、竹田浩子
- 制作協力 : FCC
- 制作著作 : フジテレビジョン、J:COM

## 放送日程
- 地上波再放送 
  - フジテレビ：2018年11月13日 - 28日 15:50 - 16:50(メディアミックスα枠）[9]
  - 福島テレビ : 2019年2月11日 - 26日 15:55 - 16:50（よじドラ枠。毎週月 - 金曜日）
  - 石川テレビ : 2019年2月11日 - 26日 15:53 - 16:50（ごごプレ枠。毎週月 - 金曜日）
  - 鹿児島テレビ：2019年2月25日 - 3月14日 15:55 - 16:50（KTSドラマスペシャル枠。毎週月 - 木曜日）
  - テレビ長崎 : 2019年3月1日 - 15日（不定期）
  - 東海テレビ : 2019年5月10日 - 8月2日 2:35 - 3:30（毎週土曜日未明[金曜深夜]）
  - 岡山放送 ： 2019年6月14日 - 7月17日 15:50 - 16:49（不定期）
  - フジテレビ：2020年6月24日 - 1:55 - 3:55(Tナイト枠、毎週水曜日、2話ずつ放送)
- 衛星放送再放送 
  - BSフジ/BSフジ4K：2018年12月3日 - 18日 18:00 - 19:00（毎週月 - 金曜日）[9]
- J:COM再放送 
  - J:COMテレビ：2020年12月4日 - 終了日不明 20:00 - 20:46（毎週金曜日）